# Anders Petter Holm
Anders Petter Holm, född den 3 april 1747 i Stockholm, död där den 18 april 1786, var en svensk grosshandlare och skeppsredare.

## Biografi
Anders Petter Holm var son till grosshandlaren i Stockholm Bengt Holm. Han köpte 1781 ett stenhus på Hornsgatan i Stockholm, i Kvarteret Överkikaren, som vid hans död taxerades till 5000 riksdaler.
Han var gift med Johanna Maria Åbrandt (1752-1831) och fick med henne sex söner, av vilka fyra nådde vuxen ålder.

### Galleri

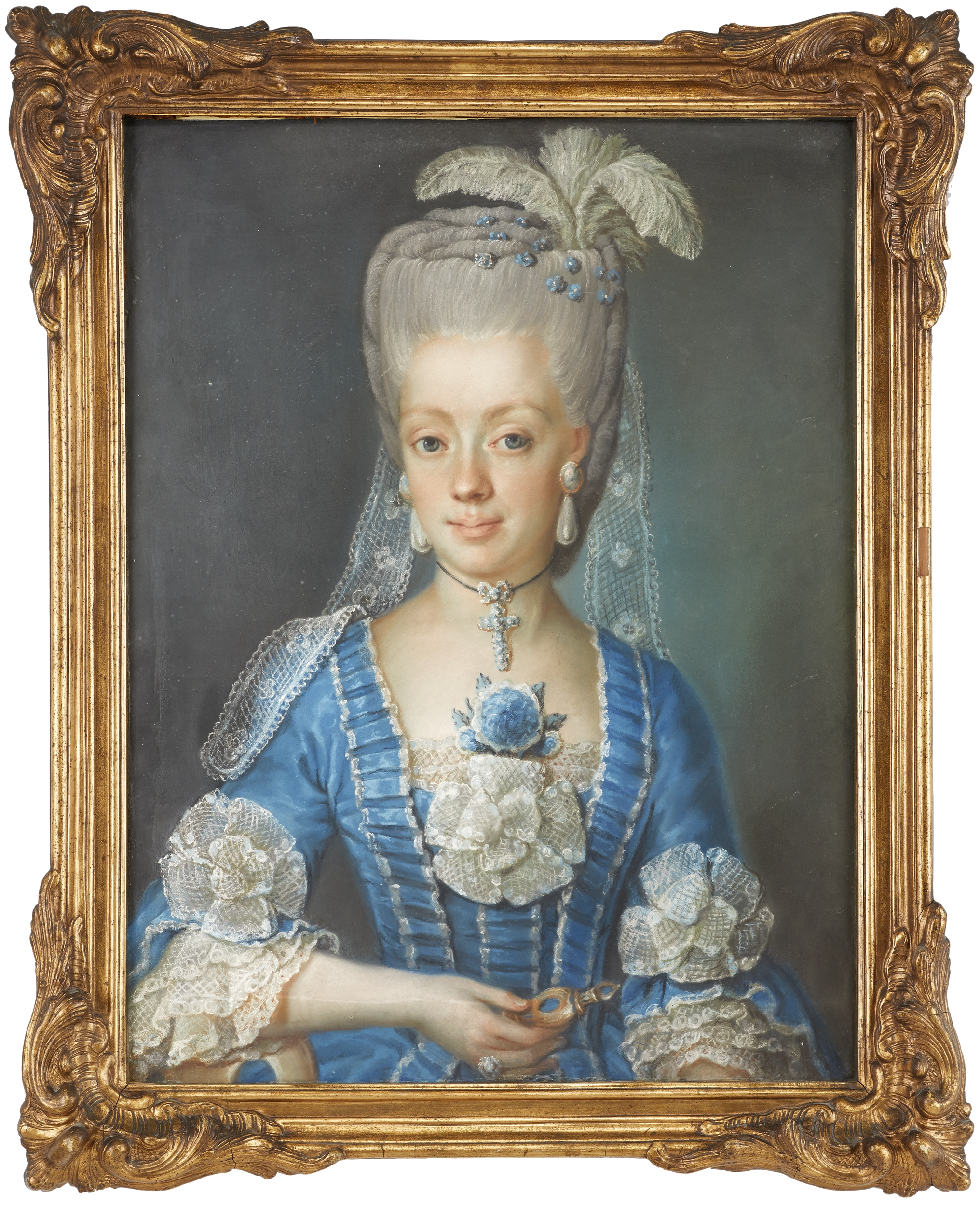
Holms hustru Johanna Maria Åbrandt, avporträtterad 1775 av Gustaf Lundberg.